# دیانا تاوراسی
داینا توراسی (به انگلیسی: Diana Taurasi) بازیکن بسکتبال زن اهل ایالات متحده آمریکا است. وی در بین سال‌های ‎۲۰۰۴ تا ۲۰۱۲ میلادی در مسابقات بازی‌های المپیک تابستانی در مجموع ۳ مدال طلا را کسب کرد.